# Mustapha Osman
Pour les articles homonymes, voir Famille Osman.
Mustapha Osman (arabe : مصطفى عصمان), né en 1906 ou 1907 à Tunis et décédé à une date inconnue à New York est un journaliste, caricaturiste, maquettiste et décorateur de cinéma tuniso-américain.
Osman est le premier caricaturiste tunisien,, cofondateur de deux journaux satiriques à Tunis, Al Moudhik et Al Moumathil, et l'un des animateurs les plus emblématiques du paysage journalistique en Tunisie pendant les années 1920. Il est aussi un militant destourien.
Mustapha Osman participe en 1927 à la création de Tunis Films, la toute première société tunisienne de distribution de films. Dans les années 1930, il quitte la Tunisie pour s'installer aux États-Unis et se dirige vers le cinéma hollywoodien pour devenir décorateur-scénographe au sein de la grande société de production de cinéma américaine Paramount Pictures.
Mustapha est le frère aîné du grand photographe tunisien Habib Osman.

## Biographie

### Jeunesse
Mustapha Osman naît entre 1906 et 1907 dans une famille tunisoise de la classe moyenne ; son père s'appelle Hassan et sa mère Sallouha Nouri. Il porte le prénom de son grand-père paternel d'origine turque, a une sœur et quatre frères, dont le photographe Habib Osman. Il grandit dans la médina de Tunis.
Dès son enfance, Mustapha Osman s'intéresse au dessin et semble plutôt prédisposé à devenir un peintre. Après des études primaires, il poursuit ses études secondaires au Collège Sadiki. Attiré par le dessin, il éprouve également un penchant pour la lecture, ce qui lui permet d'acquérir une culture générale, d'éveiller sa conscience, de développer ses aptitudes rédactionnelles et d'accroître ses capacités de pensée. Très grand consommateur de journaux, il découvre le monde de la presse écrite. Mustapha Osman dessine tout le temps, devenant un autodidacte du dessin. Sa disposition à faire de la caricature est un don naturel qu'il perfectionne par lui-même.
Sa passion et ses compétences acquises l'amènent à frapper très tôt à la porte de la presse.

### Carrière journalistique
Armé de ses acquis et porté par son amour pour le dessin, Mustapha Osman commence sa carrière dans le monde de la presse en tant que rédacteur et caricaturiste. Il offre alors à la presse tunisienne ses premières caricatures avec son frère Habib, avant que ce dernier ne s'oriente vers le reportage photographique. Rapidement, il prend la tête de la mouvance des caricaturistes de la presse tunisienne et devient une grande figure du journalisme dans le pays pendant les années 1920. Mustapha Osman est aussi l'un des rares caricaturistes à signer ses œuvres, même si ses caricatures n'ont pas besoin d'être signées tant elles sont typiques. D'autre part, Osman se distingue dans la rédaction. Il a un coup de crayon riche, profond et plein d'originalité.
À seulement seize ans, il dépose une demande d'autorisation pour la publication de son propre journal, Ach-Chabiba Attounissia, cependant sa demande n'aboutit pas. Osman fait une brève apparition dans le journal An-Nahdha du Parti réformiste destourien en 1923 et contribue à la fondation de deux journaux satiriques à Tunis pendant le protectorat français.

#### Al Moudhik

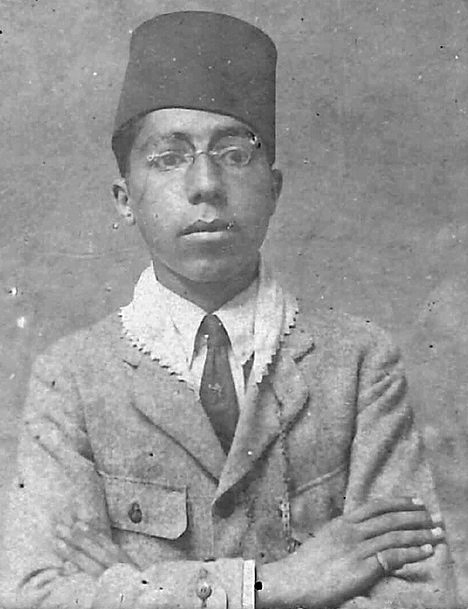
Mustapha Osman jeune à Tunis.

En 1920,,, Osman fonde Al Moudhik, hebdomadaire humoristique et satirique en langue arabe, avec Abdelaziz Mahjoub qui s'occupe de la direction du journal,,,. Al Moudhik est le premier journal humoristique tunisien publiant des caricatures aux côtés de poèmes arabes maghrébins d'expression populaire et d'anecdotes amusantes,. Son numéro initial paraît au début du mois de mars 1920. Le périodique se distingue par son style satirique et ses caricatures dessinées par Osman, le premier caricaturiste tunisien,. Ainsi, la presse humoristique commence à faire paraître de la caricature locale.
Le nom que porte le journal prouve son caractère humoristique : Al Moudhik est un mot arabe signifiant « Le Comique » ou même « Le Ridicule » pris dans le sens du mépris. Toutefois, il ne fournit aucune indication sur la nature de son objet risible, seule la tendance sociale et politique de l'hebdomadaire peut le faire. En effet, au niveau social, le journal met en évidence la dégradation des valeurs authentiques de la société tunisienne. Quant au niveau politique, il oriente le risible vers tout ce qui n'est pas de valeur communiste.
La sémantique du titre comporte au fond tant de richesses qu'il regroupe les deux catégories indispensables du rire : le rire que provoque le risible dans le monde extérieur et celui né du talent du journaliste dans ses modes d'expression et ses tournures d'esprit. Ce choix est fait dans le but d'établir une ambiguïté servant à protéger le périodique de l'éventuelle censure. À travers ce journal, Osman aborde le discours journalistique avec humour et commence sa carrière avec un grand rire qu'il partage avec Mahjoub.

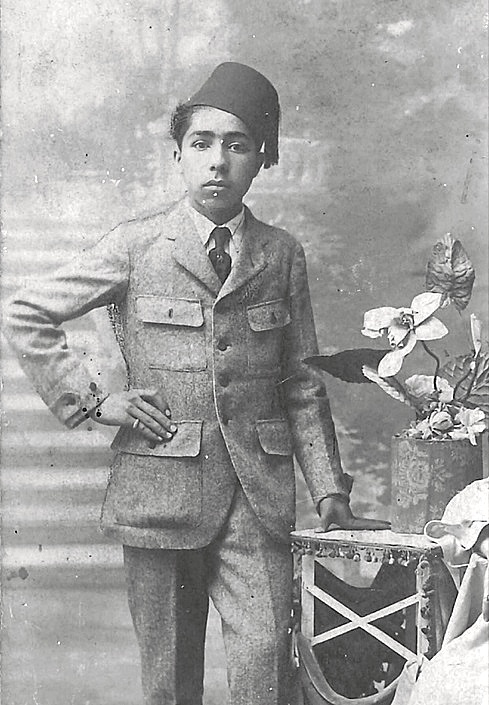
Osman posant pour le photographe Riva dans les années 1920.

Historiquement, un journal portant le même nom avait été fondé et dirigé par Abdallah Zarrouk en 1910. Le tout premier numéro avait paru le 26 janvier 1910,. En mars 1910,, le journal satirique connaît une première suspension causée par les autorités beylicales,. Relancé le 3 février 1911, par Othman,, frère aîné d'Abdelaziz Mahjoub, le périodique subit un arrêt de parution à partir du 12 mars ou du mois de novembre, de la même année, et ce jusqu'en 1920, année de sa reprise par Mustapha Osman et Abdelaziz Mahjoub.
À partir de 1921, le périodique est soumis à une surveillance minutieuse par le service de presse français. Chaque publication fait l'objet d'une traduction complète en langue française et d'un rapport adressés aux autorités du protectorat. Al Moudhik reste fidèle à son enthousiasme communiste et ne perd pas son ton sarcastique et méprisant contre le protectorat. Il exprime des idées nettement nationalistes et ne cache pas sa répugnance face au colonialisme.
En devenant un membre du Parti socialiste français en Tunisie, Abdelaziz Mahjoub utilise Al Moudhik pour diffuser les idées de ce parti, à partir de mars 1922, avec comme nouveau slogan : « Ô ouvriers du monde ! Réunissez-vous ! »,. À partir de cette même date, l'hebdomadaire est édité par l'imprimerie de Robert Louzon, fondateur du Parti communiste tunisien. Cette tendance communiste du périodique prend fin le 14 octobre 1922.
Le journal satirique critique sévèrement, avec d'autres journaux tunisiens,, Abdelaziz Thâalbi,, peu de temps avant sa tournée entamée le 26 juillet 1923 au Moyen-Orient pour y mener une campagne de propagande favorable à la cause nationale ; cette vague sarcastique pousse ce dernier à un exil volontaire. Al Moudhik disparaît définitivement de la scène journalistique en 1923,,,, après que Mustapha Osman l'ait abandonné pour consacrer la totalité de son temps à son deuxième journal, Al Moumathil.

#### Al Moumathil

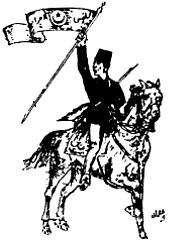
Emblème dAl Moumathil signée Osman.

Mustapha Osman décide en 1920, conjointement avec Slouma Ben Abderazek, de fonder un hebdomadaire,, satirique,, en langue arabe,, un manuscrit d'impression lithographique et de tendance destourienne, qu'ils baptisent Al Moumathil,,. Ben Abderazek prend les commandes de la direction tandis qu'Osman s'occupe de l'animation du journal,,. Le périodique paraît en trois couleurs : rouge, vert et jaune. Assimilant les individus aux acteurs et leurs actes aux rôles distribués sur la scène du théâtre, l'hebdomadaire caractérise le monde qu'il présente d'hypocrite et de faux car Al Moumathil n'est rien d'autre qu'un personnage qui, autant sur la scène que dans la vie, se caractérise par ses attitudes, ses pensées et ses sentiments. On a tendance à croire que cet hebdomadaire est spécialisé dans l'information théâtrale mais une simple analyse de contenu démontre qu'il n'a aucun rapport avec la vie artistique ; cette confusion est alimentée par le fait que le nom du journal peut être employé en arabe dans deux sens : « L'Acteur » et « Le Représentant ». Ayant tendance à reproduire la réalité sociale de la régence de Tunis dans ses travers et ses vices, Al Moumathil se dit représenter les revendications du peuple tunisien dans le domaine journalistique. Sa griffe, conçue et dessinée par Mustapha Osman, présente un cavalier portant fièrement l'étendard de la Tunisie. Le périodique voit le jour en 1921,, ou juillet 1922,,, et continue à paraître d'une façon irrégulière jusqu'en décembre 1924,,,, date de son dernier numéro avant sa suspension,.
Au début, en tant que gérant, Slouma Ben Abderazek expose Al Moumathil à la location,. Le journal connaît ainsi le passage de trois directeurs : Mohamed Cherif Ben Yakhlef,,,, Ali Najar,,, et Hadj Ali Ben Mustapha,,,. Les différents directeurs y manifestent une très grande liberté d'expression et, s'engageant dans des critiques risquées, provoquent l'intervention de Ben Abderazek qui, pour sauver Al Moumathil de la suspension, retire sa gérance pour la relouer à un autre directeur jugé plus modéré, avant qu'il ne reprenne lui-même les commandes de la direction,, à partir du 32e numéro paru le 15 août 1924. Cette instabilité contraint Al Moumathil à changer continuellement de camp. Le périodique apparaît donc comme une mosaïque d'idéologies,.
Dévoré par la flamme patriotique, Mustapha Osman s'écarte de la presse humoristique en 1923 pour se dédier à Al Moumathil. Dans les colonnes de cet hebdomadaire, il approche les débats journalistiques de manière sérieuse et lance souvent des appels émouvants pour inciter ses lecteurs à allouer une grande importance à l'enseignement : « il n'est de bonheur que par la science... On ne peut rendre un peuple heureux qu'en lui donnant libre accès à la connaissance ». Il écrit aussi : « L'enseignement est notre revendication prioritaire et sacrée. Ô peuple tunisien ! Éveille-toi ! Cultive-toi ! Scolarise tes enfants ! Éloigne-toi des imposteurs qui veulent ta mort. Ô mon pays, aucune force ne te brisera tant que tu enfanteras des héros ». Osman ne mâche pas ses mots et fait partie des journalistes tunisiens qui ont travaillé avec sérieux, passion, intelligence et compétence dans la presse nationale.

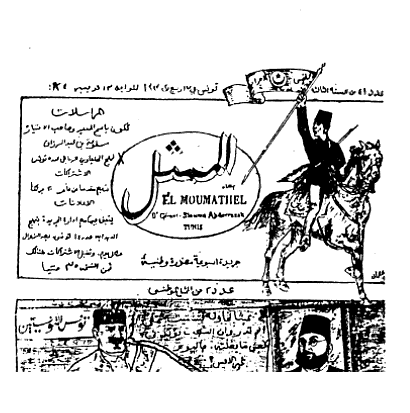
Une du numéro 41 bis dAl Moumathil paru le 13 novembre 1924.

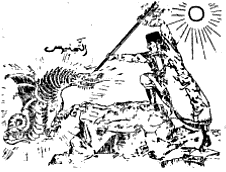
Caricature d'Osman critiquant la loi sur la naturalisation.

L'hebdomadaire satirique déclenche une campagne de critique sévère à l'égard de l'autorité occupante à travers les caricatures d'Osman,. Le 20 décembre 1923, le résident général publie un décret facilitant aux Tunisiens l'acquisition de la nationalité française,. La procédure de naturalisation devient gratuite par le décret beylical du 18 janvier 1924. Al Moumathil désavoue cette décision et la dénonce comme une manœuvre politique et une atteinte à la personnalité tunisienne,. Le 23 novembre 1924, le journal satirique se pare d'une caricature d'Osman où le peuple tunisien, armé d'une plume symbolisant le savoir et l'éducation, frappe le dragon de la naturalisation au front et le précipite en bas d'un roc.
Le périodique part en guerre contre l'équipe du journal An-Nahdha, notamment Hassen Guellaty, Chedly Kastalli et Mohamed Noômane. Dans une caricature d'Osman, on les aperçoit assis sur un temple en train de s'écrouler parce que ses colonnes sont le désaccord, le mensonge et la mystification. Sur une autre gravure signée Osman, on voit passer une dame sous la pluie, représentant la Tunisie, qui décline la proposition d'An-Nahdha et préfère s'abriter sous le parapluie destourien.
En novembre 1924, Osman rédige une mise au point concernant sa relation avec An-Nahdha : « J'écris ces quelques lignes pour dire tout haut la vérité afin qu'ils apprécient ma fidélité à ma patrie. Beaucoup de gens croient que j'appartiens à la race des diviseurs. Or, mes dessins et mes amitiés témoignent du contraire. Il est vrai que ma brève collaboration avec le journal An-Nahdha a alimenté ce malentendu. En observant leurs paroles, leurs actes et en pénétrant leurs intentions et leurs secrets, je me suis rendu compte de leur jeu et je me suis orienté vers le nationaliste sincère Slouma Ben Abderazek, je lui ai expliqué que l'équipe d’An-Nahdha ne travaille pas dans le sens de l'intérêt général. Reconnaître ses erreurs est une vertu. C'est grâce à Slouma Ben Abderazek que je retrouve le droit chemin. Je me démarque de l'équipe d’An-Nahdha et refuse d'être associé à elle. Il n'y a plus de place à l'équivoque après cette mise au point ».
En 1924, Al Moumathil est accusé d'être influencé par le mouvement fasciste à cause des ressemblances entre les caricatures qui y sont publiées et celles du journal fasciste italien Travarso delle idee édité à Rome,. Certaines sources croient que la contribution d'un Italien aux illustrations d'Al Moumathil est très claire et vont même jusqu'à dire que le dessinateur du périodique satirique ne pourrait être qu'un caricaturiste italien utilisant « Mustapha Osman » comme pseudonyme pour cacher sa véritable identité.
En raison de sa critique acerbe envers les autorités coloniales françaises en Tunisie, par le biais des caricatures de Mustapha Osman,, le résident général Lucien Saint suspend Al Moumathil par un décret daté du 15 décembre 1924,,,,. Le dernier numéro du journal satirique paru le 14 décembre,, contient une première caricature dessinée par Osman et représentant un coq gaulois, symbole de la France, qui se fait déplumer ; une deuxième montre le résident général Saint en train de jeter des pots-de-vin à la presse française et au journal An-Nahdha. Le parquet de Tunis ouvre une information judiciaire contre Osman et Ben Abderazek. Jugés le 20 décembre, l'auteur des dessins provocants et son directeur sont condamnés tous les deux,,, à six mois de prison,, et 1 000 francs d'amende,, pour insulte à la France et atteintes au prestige de son représentant en Tunisie. De même, le gérant et rédacteur en chef du journal L'Avenir social, Jean-Paul Finidori, est condamné le 10 février 1925 pour une réédition jugée offensante des caricatures d'Osman et qui cause l'arrêt d'Al Moumathil, dont le Comité de l'Afrique française donne une réduction dans son bulletin de janvier 1925. L'avocat et député communiste André Berthon voyage spécialement de Paris à Tunis pour défendre Finidori devant le tribunal. Osman ne cesse de servir la cause nationale malgré les interdictions et les punitions. À titre d'exemple, il illustre une brochure de propagande en arabe sous le titre du journal Al Ittihad.

### Carrière cinématographique
Après son parcours dans le milieu du journalisme, Mustapha Osman s'éloigne de la rédaction et de la caricature pour s'adonner à un nouvel art et moyen d'expression vivant son âge d'or aux États-Unis, à savoir le cinéma hollywoodien.
Son histoire d'amour avec le septième art remonte au début des années 1920. D'abord lecteur de la revue parisienne Cinémagazine dès son apparition en 1921, Mustapha Osman porte un intérêt croissant au grand écran et adhère à l'Association des amis du cinéma fondée, la même année, par les directeurs du périodique,. Dès lors, Osman découvre l'univers du cinéma, apprend ses bases, s'informe sur ses procédés et se renseigne sur ses différents métiers. En 1927, il parvient avec Slouma Ben Abderazek à créer le premier établissement tunisien de distribution de films, Tunis Films, dans lequel les deux fondateurs s'investissent pleinement.
Dans les années 1930, Mustapha Osman se sépare, pour la première fois, de son pays d'origine et prend la direction des États-Unis pour s'impliquer dans l'exposition internationale intitulée « Un siècle de progrès » qui se tient de 1933 à 1934 à Chicago à l'occasion de la célébration de son premier centenaire. L'évènement planétaire attire des millions de visiteurs. Osman s'occupe de décorer le pavillon tunisien : il met en place des reconstitutions en modèles réduits d'un village tunisien comprenant un hammam, une mosquée, un café, un petit souk, etc. Le hameau incarne un moment de l'histoire. Pavées et bordées de palmiers, ses ruelles étroites et ses rues tortueuses serpentent entre les vieilles maisons en passant par le souk jusqu'au centre-ville où la mosquée avec son minaret et son dôme domine toute l'agglomération. Une colonne de soldats de l'armée beylicale, envoyée par la régence, et douze familles indigènes font vivre le petit village.
Fasciné par son don et appréciant la qualité de son œuvre, un représentant de Paramount Pictures propose à Osman de rejoindre son équipage. Ce dernier demande un délai de réflexion avant de donner sa réponse. Faute de ressources financières suffisantes, Osman se trouve incapable de payer son billet de retour à Tunis qu'il a réservé dès le départ. Il décide alors de prolonger son séjour et accepte l'offre reçue, qui constitue une solution immédiate à son problème d'argent. En même temps, sa passion pour le cinéma le rattrape et fait jaillir en lui l'envie de poursuivre sa carrière dans cette direction. Ainsi, il s'engage avec cette compagnie de production cinématographique où il occupe le poste de décorateur et maquettiste. Sur la scène comme dans les coulisses, tout le monde s'active. Osman est chargé de reconstituer les décorations d'inspiration orientale pour les films de style mille et une nuits. Sa signature et sa contribution dans les super-production américaines sont remarquables. Il est appelé Must aux studios de la Paramount, un titre qu'il lui est attribué par ses collègues. Pris dans le tourbillon du tournage de films, il ne voit pas le temps passer. De prolongation en prolongation, l'autodidacte de la décoration évènementielle et cinématographique finit par s'habituer aux États-Unis et à aimer ce pays.

### Vie privée

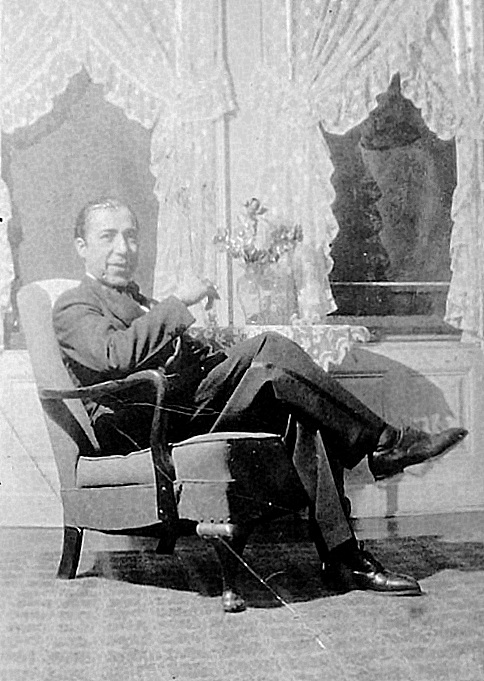
Osman dans les années 1940.

Mustapha Osman est marié à une Américaine, Frances Antoinette, avec il vit à Brooklyn (New York). Elle lui donne neuf enfants.
Osman, qui a tout quitté, n'a jamais oublié son pays natal et abrite dans son cœur une très grande affection pour lui. Dans sa maison de New York, son salon est orné d'un drapeau de la Tunisie aux côtés du pavillon américain. Il contribue également à l'aménagement du siège de l'ambassade de Tunisie à Washington vers la fin des années 1950. D'un autre côté, il garde le contact avec sa famille et maintient sa relation avec son frère cadet, Habib Osman, par l'échange assez régulier de courriers postaux. Les deux frères Osman se retrouvent à New York en mai 1961.

## Expositions

### Exhibition universelle — Chicago (1933 - 1934)
À l'occasion du centième anniversaire de la construction de Chicago, la ville américaine accueille la foire internationale entre 1933 et 1934 à laquelle Osman participe. Il intervient sur la conception et la réalisation d'une reproduction authentique d'un village tunisien typique au sein du pavillon national. Les visites à l'édifice se déroulent du 1er mai au 31 octobre 1934. L'exposition compte un total de 50 villages étrangers.

### Capitale arabe de la culture — Tunis (1997)
Dans le cadre de la manifestation « Tunis capitale culturelle régionale pour l'année 1997 », le secrétariat d'État à l'Information organise du 1er au 7 septembre 1997 à la Galerie de l'information à Tunis, sous l'égide de l'Unesco, la première exposition nationale de la caricature. Lors de son premier jour, l'exposition est inaugurée par le ministre de la Culture Abdelbaki Hermassi et le secrétaire d'État à l'Information Fethi Houidi. Cet évènement offre aux visiteurs l'opportunité de découvrir plusieurs visages qui ont marqué de leur empreinte l'art de la caricature en Tunisie au XXe siècle. Les caricatures de Mustapha Osman prennent part à l'exposition aux côtés de celles d'autres caricaturistes tunisiens disparus et contemporains. Les œuvres exposées montrent des expressions variées sur les aspects de la condition sociale, économique et politique de la Tunisie à diverses époques de son histoire.

## Télévision
L'écrivain, journaliste et historien tunisien Moncef Charfeddine consacre un épisode complet de son émission nostalgique Hikayet Zamen, diffusée sur Hannibal TV, à évoquer la vie de Mustapha Osman.